# Chiusa di San Michele
Chiusa di San Michele (piemonti nyelven Ciusa San Michel, frankoprovanszál nyelven  Kiusa) egy község Olaszországban, Torino megyében. Chiusa di San Michele a Susa-völgyben található, és a Susa- és Sangone-völgyi Hegyi Közösség részét képezi.

## Elhelyezkedése

Chiusa di San Michele község Torino megye térképén

Chiusa di San Michele a Susa-völgyben található, és a Susa- és Sangone-völgyi Hegyi Közösség részét képezi. Szomszédos települések : Caprie, Coazze, Condove, Sant’Ambrogio di Torino, Vaie és Valgioie.